# Војислав Лукачевић
Војислав Лукачевић (Београд, 1908 — Београд, 14. август 1945) био је потпуковник Југословенске војске у отаџбини.

## Биографија
Рођен у имућној банкарској породици.
Гимназију и војну академије завршио у Београду. Имао је чин капетана војске Краљевине Југославије у резерви.
Радио је пред сам рат у грађевинском друштву „Батињол“.
По капитулацији, приступио покрету Драже Михаиловићу у лето 1941. и у њему остао све до јесени 1944.
Лукачевић је био на високим положајима. Био је прво командант Старог Раса, командант
Другог милешевског корпуса, Херцеговине, командант групе корпуса.
У нападу на муслиманска насеља фебруара 1943. који је завршен масакром, Лукачевић је био командант Првог нападног одреда.
Као четнички командант у Босни, руководио операцијама против НОВ и ПОЈ, као и усташа. Једно време командовао и четничким снагама у Црној Гори и Санџаку. У бици на Неретви руководио четничким положајима око Коњица, Главатичева, и Калиновика.

### Колаборација са Немцима
У септембру 1943. амерички потпуковник Алберт Б. Сајц и поручник Џорџ Мусулин су избачени падобраном на територију Територије војноуправног команданта Србије, заједно са британским бригадним генералом Чарлсом Армстронгом. У новембру Сајц и још један амерички официр за везу, каптен Волтер М. Менсфилд, су спровели инспекције четничких области, укључујући и ону коју је контролисао Лукачевић. У току инспекције били су сведоци борбе између четника и партизана. Због своје релативне слободе кретања, Американци су претпоставили да четници контролишу територију којом су се кретали. Међутим, упркос похвалама које је Сајц упутио за њега, Лукачевић је сарађивао са Немцима у исто време док је био домаћин Американцима.
Половином новембра 1943, мајор Лукачевић је био заповедник четничких одреда са базом код Старог Раса, близу Новог Пазара. Његов опуномоћеник је 13. новембра склопио званичан уговор о колаборацији са опуномоћеником немачког команданта Југоистока генералом пешадије Хансом Фелбером. Споразум је потписан 19. новембра и обухватао је велике делове територије Територије војноуправног команданта Србије и Санџака, границом Бајина Башта — Дрина — Тара — Бијело Поље — Рожај — Косовска Митровица — Ибар — Краљево — Чачак — Ужице. По овом споразуму, специјалан немачки официр за везу је додељен Лукачевићу да га саветује о тактици, осигура кооперацију и убрза испоруку оружја и муниције. Британски премијер Винстон Черчил је прочитао дешифровани текст споразума између Лукачевића и Фелбера, што је имало значајан утицај на коначну одлуку о промени британског става према Михаиловићу.
Почетком децембра 1943. Лукачевићеви четници су учествовали у операцији Кугелблиц, првој у низу немачких операција, уз 1. брдску дивизију, 7. СС дивизију Принц Еуген и деловима 187. резервне дивизије, 369. легионарске дивизије и 24. бугарске дивизије. Партизани су избегавали одлучни окршај и операција је окончана 18. децембра. Такође, током децембра виши СС и полицијски вођа, командант Муслиманске легије и командант у Санџаку, СС-штандартфирер Карл фон Кремпер, штампао је плакате са позивом Србима да се прикључе Лукачевићевим јединицама. За добро држање у борби против НОВЈ, пуковник Јозеф Ремолд, командант борбене групе 1. брдске дивизије у операцији Кугелблиц, 22. децембра 1943. похвалио га је специјалном наредбом.

### Разлаз са Михаиловићем
У фебруару 1944. Лукачевић, Петар Баћовић и Борислав Тодоровић су испратили Бејлија до јадранске обале јужно од Дубровника и из Цавтата су евакуисани британским брзим чамцем. Могуће је да је њихов пролаз кроз територију коју су контролисали Немци убрзан Лукачевићевом сарадњом са Немцима. У једном тренутку је био позван на ручак са командантом гарнизона у неком оближњем граду, али није прихватио. Из Италије је отишао у Каиро, а затим у Лондон, заједно са савезничком мисијом повученом из штаба ЈВуО. Као изасланик Драже Михаиловића присуствовао је на венчању краља Петра и краљице Александре 20. марта 1944.
Након што је британска влада одлучила да повуче подршку Михаиловићу 1944. Лукачевићу није дозвољен повратак у Југославију све док британска мисија код Михаиловића на челу са Армстронгом не буде безбедно евакуисана са окупиране територије. Лукачевић се у земљу се вратио 30. маја 1944. долетевши из Барија на импровизован аеродром у селу Прањани северно од Чачка. Међутим, пре него што је напустио Италију, Лукачевићу и његовом пратиоцу су одузета нецензурисана писма, злато и драгуљи украдени из уреда југословенске владе у Каиру нешто мало раније.
Пошто је Михаиловић половином 1944. смењен са места министра војске, морнарице и ваздухопловства, као резултат пада Пурићеве владе, од стране краља Петра, Лукачевић је покушао да самостално контактира Савезнике у Италији надајући се постизању разумевања о заједничкој борби против Немаца. Када је овај покушај пропао, Лукачевић је у августу 1944. објавио да он и други четнички команданти источне Босне, источне Херцеговине и Санџака више не примају наређења од Михаиловића и да оснивају Независну групу националног отпора да се боре против окупатора и оних који сарађују са њима у источној Херцеговини и јужној Далмацији. Лукачевић је 19. октобра предложио да четници промене своју политику и да дочекају Црвену армију као ослободиоце и да буду примљени под команду неког руског генерала. Такође је покушао да склопи споразум о ненападању са партизанима. Почетком септембра је издао проглас народу објашњавајући своје разлоге да нападне Немце. Због тога је разместио својих 4.500 четника у јужној Херцеговини и неколико дана од 22. септембра нападао делове 369. легионарске дивизије и пругу Требиње-Дубровник. Након почетних успеха, заузимања неких села и око 300 заробљених легионара нашао се под ударом немачких снага и снага НОВЈ. Михаиловић је званично разрешио Лукачевића дужности и затражио од осталих четника да делују против Лукачевића. Међутим, партизани, забринути да Лукачевић покушава да се повеже са очекиваним британским искрцавањем на јадранску обалу и тако формира мостобран на који би се могле искрцати савезничке и емигрантске групе, су напали његове снаге 25. септембра, заузевши прво његово упориште у Билећи, а затим га свеобухватно поразили. Са неколико стотина преосталих четника, Лукачевић се повукао до Фоче. Након више недеља сакривања Лукачевић је покушао да се прикључи британској артиљеријској батерији при Другом корпусу НОВЈ у Билећи. Уместо тога, разоружан је, ухапшен и спроведен према Никшићу, где је предат партизанским јединицама.

## Суђење и смрт
Против њега, Драгутина Кесеровића и Ђуре Ђуровића је организовано прво јавно послератно суђење у главном граду. Од 28. јула до 9. августа 1945. пред војним судом 1. армије у Београду организовано је суђење против њега, Кесеровића и Ђуре Ђуровића. Војни тужилац, пуковник Милош Минић је оптужио Лукачевића да је као командант четничких снага у Босни организовао покољ у Фочи, да је учествовао у истребљењу муслиманског становништва, да је сарађивао са окупатором у четвртој и петој непријатељској офанзиви, да је вршио злочине над припадницима НОП-а и да је сарађивао са квислиншком владом генерала Милана Недића.
Војно веће га је као и Кесеровића осудило на казну смрти стрељањем. Казна је извршена у Београду 14. августа 1945. Место стрељања никада није објављено.

## Одликовања
- Орден Карађорђеве звезде са мачевима IV реда (1943)[24]